# Тюптиево
Тюптиево — деревня в Игринском районе Удмуртской Республики России.

## География
Деревня находится в центральной части республики, в зоне хвойно-широколиственных лесов, в пределах Верхнекамской возвышенности, на левом берегу реки Лозы, на расстоянии примерно 20 километров (по прямой) к северо-востоку от посёлка Игра, административного центра района. Абсолютная высота — 184 метра над уровнем моря.

### Климат
Климат характеризуется как умеренно континентальный, с продолжительной холодной многоснежной зимой и относительно коротким тёплым летом. Среднегодовая многолетняя температура воздуха составляет 2,7 °С. Средняя температура воздуха самого тёплого месяца (июля) — 18,7 °C (абсолютный максимум — 36,6 °C); самого холодного (января) — −13,5 °C (абсолютный минимум — −47,5 °C). Среднегодовое количество атмосферных осадков составляет около 500 мм, из которых большая часть выпадает в тёплый период.

### Часовой пояс
Деревня Тюптиево, как и вся Удмуртская Республика, находится в часовой зоне МСК+1. Смещение применяемого времени относительно UTC составляет +4:00.

## Население
| 2010 | 2012 |
| ---- | ---- |
| 134  | ↘133 |

### Национальный состав
Согласно результатам переписи 2002 года, в национальной структуре населения удмурты составляли 94 % из 192 чел.

## Примечательные деревья
В 1,9 км от деревни на площади в 10 гектаров расположена «Заякинская кедровая роща», которая находится под охраной как памятник природы регионального значения (Постановление Правительства Удмуртской Республики #448 от 30 сентября 2013 года), в 2010 году победитель в номинации «Природа»  международного конкурса «Семь чудес финно-угорского мира». Роща берёт начало с саженцев сосны сибирской кедровой, высаженных учителем Зуринской двухклассной школы Алексеем Алексеевичем Смирновым в период 1910-1920 гг.